# آل سعد (الطفة)

تعديل مصدري - تعديل

آل سعد هي إحدى قرى عزلة آل عبد الله وآل هشام بمديرية الطفة التابعة لمحافظة البيضاء، بلغ تعداد سكانها 222 نسمة حسب تعداد اليمن لعام 2004.